# Giuseppe Brizi
Giuseppe Brizi (* 19. März 1942 in Macerata; † 9. Juni 2022 ebendort) war ein italienischer Fußballspieler und -trainer. Er spielte auf der Position des Liberos.

## Karriere
Giuseppe Brizi begann seine Karriere in seiner Heimatstadt bei der AC Maceratese. Zur Saison 1962/63 wechselte der Libero zum Serie-A-Verein AC Florenz. In der Folge hielt er der Viola insgesamt 14 Saisons die Treue. In der Saison 1965/66 schaffte Brizi erstmals den Sprung in die Stammformation, wo er sich bis kurz vor seinem Karriereende behaupten konnte. Während dieser Zeit konnte der AC Florenz insgesamt vier Titel gewinnen darunter 1968/69 unter Bruno Pesaola der zweite Scudetto in der Vereinsgeschichte. Am Ende der Saison 1976/77 beendete Brizi bei seinem Heimatverein Maceratese seine aktive Laufbahn.
Danach folgten Trainerengagements bei Maceratese, der SS Lanciano und der US Fermana.

## Erfolge
- Italienischer Meister: 1968/69
- Italienischer Pokalsieger: 1965/66, 1974/75
- Mitropapokalsieger: 1966